# Хлепча
Хлепча (укр. Хлепча) — село, входит в Васильковский район Киевской области Украины.
Население по переписи 2001 года составляло 150 человек. Почтовый индекс — 08641. Телефонный код — 4571. Код КОАТУУ — 3221480903.

## Местный совет
08641, Київська обл., Васильківський р-н, с.Велика Солтанівка, вул.Леніна,30а